# Parafia Wniebowzięcia Najświętszej Maryi Panny w Sokolej Dąbrowie
Parafia Wniebowzięcia Najświętszej Maryi Panny w Sokolej Dąbrowie – parafia rzymskokatolicka, terytorialnie i administracyjnie należąca do diecezji zielonogórsko-gorzowskiej, do dekanatu Sulęcin, erygowana w 1510. W parafii posługują księża diecezjalni.